# Bomba de bicicleta

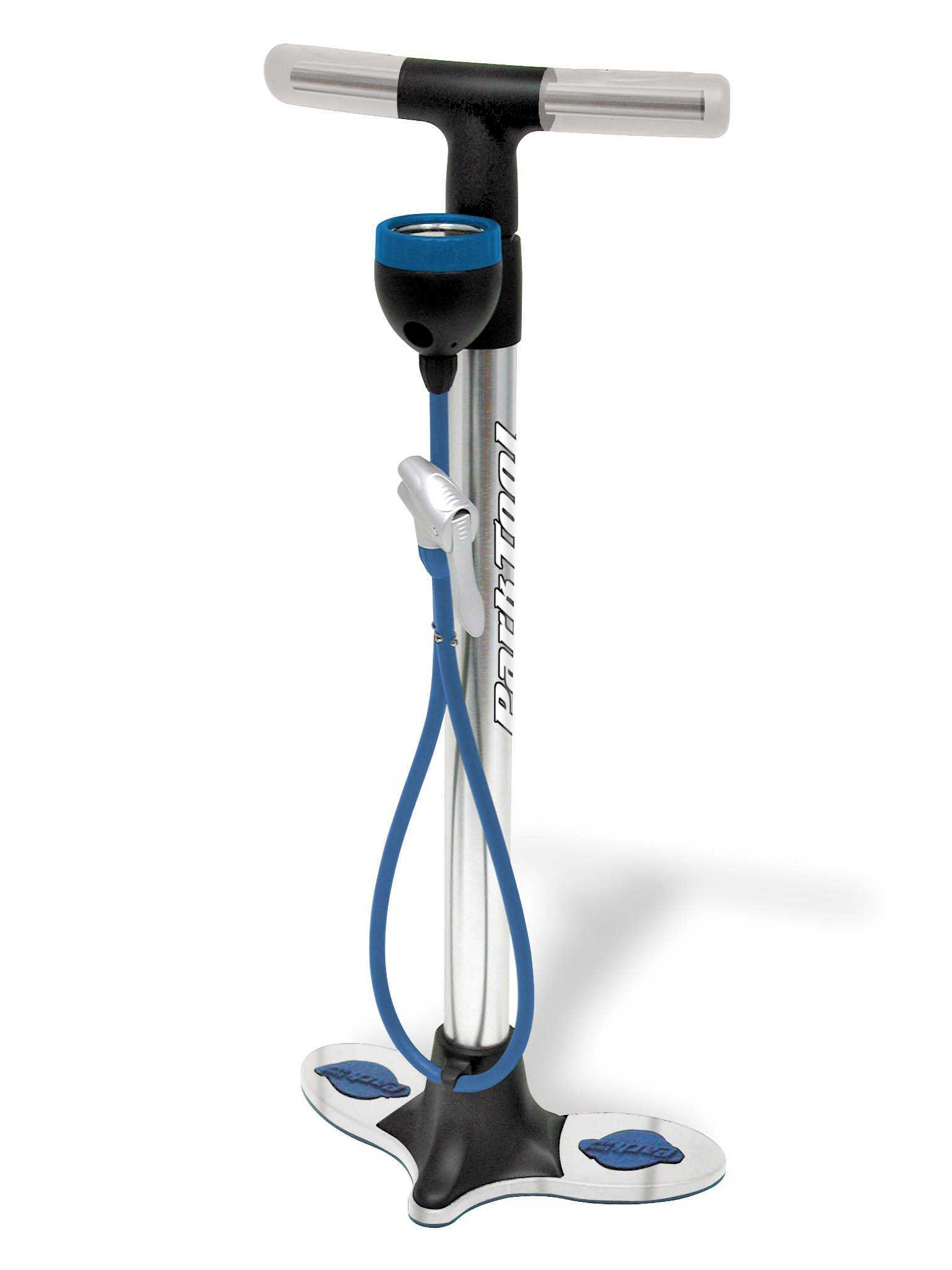
Bomba de bicicleta manual

Uma bomba de bicicleta é um aparelho utilizado para encher pneus de bicicleta. Existem vários modelos, como a bomba de chão (também chamada bomba de pé); o manual portátil, projetada para emergências e uso ocasional; bombas de quadro, que se encaixam no quadro da bicicleta; infladores de COs, projetados para competições em estrada e trilha, por serem mais caros; bomba de shock, para mountain bikes; entre outros. Algumas bombas possuem medidor de pressão, para maior precisão no enchimento do pneu. Há bombas os dupla-ação (que enchem quando você empurra e quando você puxa).
Entre as bombas portáteis, projetadas para serem carregadas junto à bicicleta durante a pedalada, existem modelos que medem menos de 18cm, e que pesam menos de 160g.
As bombas de ar de postos de gasolina também servem para encher pneus de bicicleta, mas em alguns postos, isso não é permitido.